# Józef Oksiutycz
Józef Oksiutycz (19 de fevereiro de 1904 — 15 de julho de 1965) foi um ciclista polonês. Competiu representando seu país, Polônia, nos Jogos Olímpicos de Verão de 1928 em Amsterdã, onde terminou em quinto na perseguição por equipes de 4 km.